# 佩薩河
佩薩河是俄羅斯的河流，屬於梅津河的左支流，由科密共和國負責管轄，河道全長164公里，流域面積1,160平方公里，河水主要來自融雪，每年十月至翌年五月結冰。